# سنتا سن نیکلو
سنتا سن نیکلو (به ایتالیایی: Centa San Nicolò) یک کومونه در ایتالیا است که در ترنتینو واقع شده‌است. سنتا سن نیکلو ۱۱٫۳ کیلومتر مربع مساحت و ۵۹۶ نفر جمعیت دارد.